# Gondioch
Gondioch také Gunderich či Gundowech (5. století? - 473?) byl králem Burgundů. Kolem roku 436 ve vládě vystřídal svého domnělého otce Gundahara.
V roce 406 za vlády krále Gundahara překročili Burgundové v okolí Mohuče řeku Rýn a se svolením římského císaře Honoria se usadili na jeho levém břehu. Gundaharovy násilné pokusy rozšířit království Burgundů směrem na západ, přivedly o 30 let později Gundahara do konfliktu s Římany. V roce 435 římský generál Flavius Aetius s hunskými pomocnými jednotkami království Burgundů napadl, Gundahar byl v boji zabit a hlavní burgundské sídlo ve Wormsu bylo hunskými jednotkami zničeno.
Většina přeživších Burgundů se vzdala a připojila se k Římanům jako pomocná jednotka pod vedením jejich nového krále Gondiocha. v roce 443 Flavius Aetius Burgundy usadil jako foederaty v západním Švýcarsku a Sapaudii, kde měli za úkol bránit Galii proti rostoucí síle Alamanů. Tato osada se nacházela na území dnešní Ženevy a byla základem nového království Burgundů.
V roce 451 se Gondioch spojil s Flaviem Aetiem v bitvě na Katalaunských polích proti Attilovi. V roce 457 potlačil povstání v Lyonu a převzal město v rozporu s podmínkami dohodnutými s Římany. V reakci na to císař Maiorian s pomocí Flavia Aetia vyhnal Gundiocha z města. Po smrti císaře v roce 461 Gondioch obnovil svou expanzivní politiku a zmocnil se provincií Gallia Lugdunensis (nyní Burgundsko) a v roce 463 Gallia Viennensis (údolí Rhôny).
Po smrti Flavia Aetia v roce 454 se Gondioch oženil se sestrou gótského generála Ricimera, v té době vládnoucího Západořímské říši. Jeho vnučkou byla královna Chrodechilda, manželka Chlodvíka I.
V roce 472 Gondiocha ve vládě nahradil jeho mladší bratr Chilperich I. Po smrti Chilpericha I., bylo království Burgundů rozděleno mezi syny Gondiocha: Gundobada, Godegisela, Chilpericha II. a Godomara II.

## Seznam burgundských králů
| Seznam burgundských králů Zdroje se často rozcházejí a tak data o králích Burgundska nemusejí být přesné                                                                  |                                                                                       |                                                                                               |                                                                                               |
| Sbírka zákonů Lex Burgundionum: Hlava III, De la liberté de nos esclaves, cituje jména Gundobadových předků v « královské paměti»: Gibica, Godomar I., Giselher, Gundahar |                                                                                       |                                                                                               |                                                                                               |
| Germánie - Porýní |                                                                                       |                                                                                               |                                                                                               |
| Gibica ? Historický nebo mytický předek burgundských králů |                                                                                       |                                                                                               |                                                                                               |
| Godomar I. ? | Giselher ?                                                                            | Gundahar ?                                                                                    | Gundahar ?                                                                                    |
| Vládli ve stejnou dobu, nebo jeden po druhém? |                                                                                       |                                                                                               |                                                                                               |
| Království ve Wormsu ? |                                                                                       |                                                                                               |                                                                                               |
| Gundahar († asi 436/437 ?) |                                                                                       |                                                                                               |                                                                                               |
| Vládl Sapaudii, (Ženevský region) a rozšířil království do údolí Rhôny a Saôny                                                                                            |                                                                                       |                                                                                               |                                                                                               |
| Gondioch († asi 463-473 ?) | Gondioch († asi 463-473 ?)                                                            | Chilperich I. († asi 476 ?)                                                                   | Chilperich I. († asi 476 ?)                                                                   |
| Chilperich I. po smrti Gondiocha vládl sám († asi 476 ?) Neměl mužské potomky                                                                                             |                                                                                       |                                                                                               |                                                                                               |
| Čtyři synové Gondiocha |                                                                                       |                                                                                               |                                                                                               |
| Godomar II. († datum úmrtí neznámé, ale před rokem 476. Nevládl) | Chilperich II. († datum úmrtí neznámé, ale před rokem 476. Nevládl) Otec Chrodechildy | Godegisel manželka Theodelinda                                                                | Gundobad manželka Carétène († 516)                                                            |
| Godegisel († 500) | Godegisel († 500)                                                                     | Gundobad († 516)                                                                              | Gundobad († 516)                                                                              |
| Gundobad po smrti Godegisela vládl sám († 516) |                                                                                       |                                                                                               |                                                                                               |
| Gundobad († 516) | Gundobad († 516)                                                                      | Zikmund kolem roku 494 se oženil s ostrogótskou princeznou, dcerou krále Theodoricha Velikého | Zikmund kolem roku 494 se oženil s ostrogótskou princeznou, dcerou krále Theodoricha Velikého |
| Zikmund († 523) |                                                                                       |                                                                                               |                                                                                               |
| Godomar III. († po roce 534) |                                                                                       |                                                                                               |                                                                                               |
| V roce 534 království Burgundů zaniklo, stalo se součástí franské říše. Území rozděleno mezi franské krále.                                                               |                                                                                       |                                                                                               |                                                                                               |